# Jardin circulaire

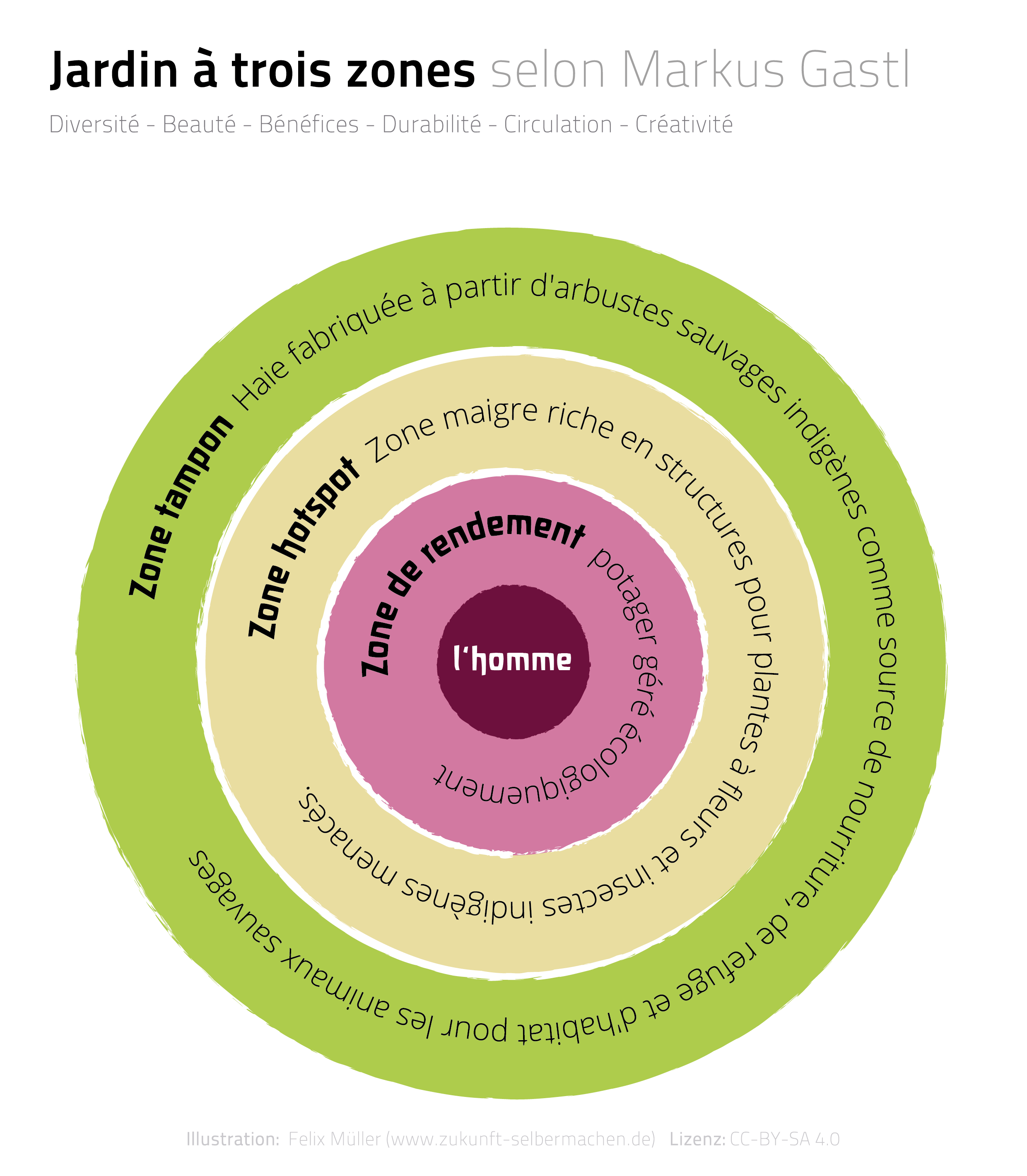
Représentation schématique d'un jardin à trois zones selon Markus Gastl (inspiré du zonage en cercle de la permaculture).

Un jardin circulaire est un jardin conçu en forme de cercles concentriques, car cela améliorerait la rétention d'eau et le travail dans le sol des bactéries, champignons, micro-organismes et macro-organismes. 
Au Sénégal, dans le cadre de la construction de la Grande muraille Verte, ils sont appelés Tolou Keur,.
En France, c'est une pratique de la permaculture qui a entre autres été diffusée par les exploitants de la ferme du Bec-Hellouin située en Normandie.